# Cratere Cue
Cue  è un cratere sulla superficie di Marte.